# Soper (fiume)
Il fiume Soper, noto localmente come Kuujuaq, è un fiume del Nunavut, Canada, che scorre nella parte meridionale dell'isola di Baffin.
Scorre per oltre 100 km e dà vita al lago Soper prima di gettarsi nel Pleasant Inlet e quindi nell'oceano Atlantico.
È diventato parte del Canadian Heritage nel 1992.